# Margarida Gonzaga, Duquesa de Ferrara
Margarida Barbara Gonzaga (em italiano:  Margherita Barbara Gonzaga; Mântua, 27 de maio de 1564 - 6 de janeiro de 1618) foi uma nobre italiana pertencente à Casa de Gonzaga, princesa de Mântua por nascimento e Marquesa Consorte de Ferrara, Módena e Reggio por casamento.

## Biografia

### Juventude
Margarida Bárbara era a segunda criança e primeira filha nascida do casamento de Guilherme Gonzaga, Duque de Mântua e de Monferrato e da Arquiduquesa Leonor da Áustria. Os seus avós paternos eram Frederico II Gonzaga, Duque de Mântua, e Margarida Paleóloga, Marquesa do Monferrato. Os avós maternos eram Fernando I, Sacro Imperador Romano-Germânico e Ana Jagelão, princesa da Boêmia e da Hungria. Foi batizada em honra da avó paterna e da tia materna, a Arquiduquesa Bárbara de Habsburgo, Duquesa consorte de Ferrara, Módena e Reggio.
Na corte de Mântua, Margarida com o irmão mais velho, Vicente (mais tarde duque de Mântua e Monferrato) e com a sua irmã mais nova, Ana Catarina (que por casamento viria a ser Arquiduques da Áustria e condessa do Tirol). Margarida tinha grande afeto pelo irmão, sendo ambos de forte carácter e ambição. Teve uma educação marcadamente religiosa tendo estudado literatura e Latim. Mais tarde, Margarida chegou a escrever ela própria livros nesta língua. Sob a influência de do pai, um amante de música, a princesa aprendeu a tocar instrumentos musicais, a cantar e a dançar.

### Casamento
Em 1578 o Duque Guilherme Gonzaga iniciou as negociações para o casamento entre a sua filha Margaridam n altura com 14 nos de idade, com Afonso II d'Este, Duque de Ferrara, Módena e Reggio, de 31 anos. Cm esta união, o Duque de Mãntu esperava restaurar a aliança política entre os Gonzagas e os Este criando uma coligação que incluísse também os Saboia e os Farnésio contra a Casa de Médici, cujo líder recebera do Imperador o título de Grão-Duque.
Afonso II d'Este já ficara viúvo por duas vezes; as suas anteriores consortes, Lucrécia de Médici e Bárbara de Habsburgo (tia materna de Margarida), morreram sem darem um herdeiro. Em 1567 a Bula papal Prohibitio alienandi et infeudandi civitates et loca Sanctae Romanae Ecclesiae de Pio V proibia os filhos ilegítimos (ou seus descendentes) de serem investidos como soberanos de feudos da Igreja; sem outro agnático próximo a não ser o seu primo César d'Este (cujo pai era um filho ilegítimo de Afonso I d'Este) e temendo que a família viesse a perder o Ducado de Ferrara, Afonso II decidiu contrair um terceiro casamento.
Assim, a 24 de fevereiro de 1579, foi celebrado o casamento por procuração em Mântua e, a 27 de maio desse mesmo ano, acompanhada por um cortejo dirigido por seu irmão, Margarida entrou solenemente em Ferrara, sendo saudada pelos cortesãos do duque com tochas e emblemas representado chamas com o motto em Latim “Ardet aeternum” (que arda para sempre), que implicava a promessa do Duque à sua jovem esposa de a amar para sempre.

### Duquesa de Ferrara
Na corte de Ferrara, Margarida protegeu poetas, pintores e músicos. A duquesa teve lições de música do  Maestro di cappella Ippolito Fiorini. Para agradar à sua jovem esposa, Afonso II reorganizou o concerto delle donne, que atuavam perante a duquesa e que era composto maioritariamente pelas suas damas de companhia, que frequentemente, cantavam no seu apartamento; Já em 1582, foi constituído um grupo profissional de cantores e instrumentistas, que incluía conhecidas sopranos (Laura Peverara, Livia d'Arco, Anna Guarini e Vittoria Bentivoglio) e instrumentistas de harpa, viola e alaúde, com  participação de cantores masculinos baixo.

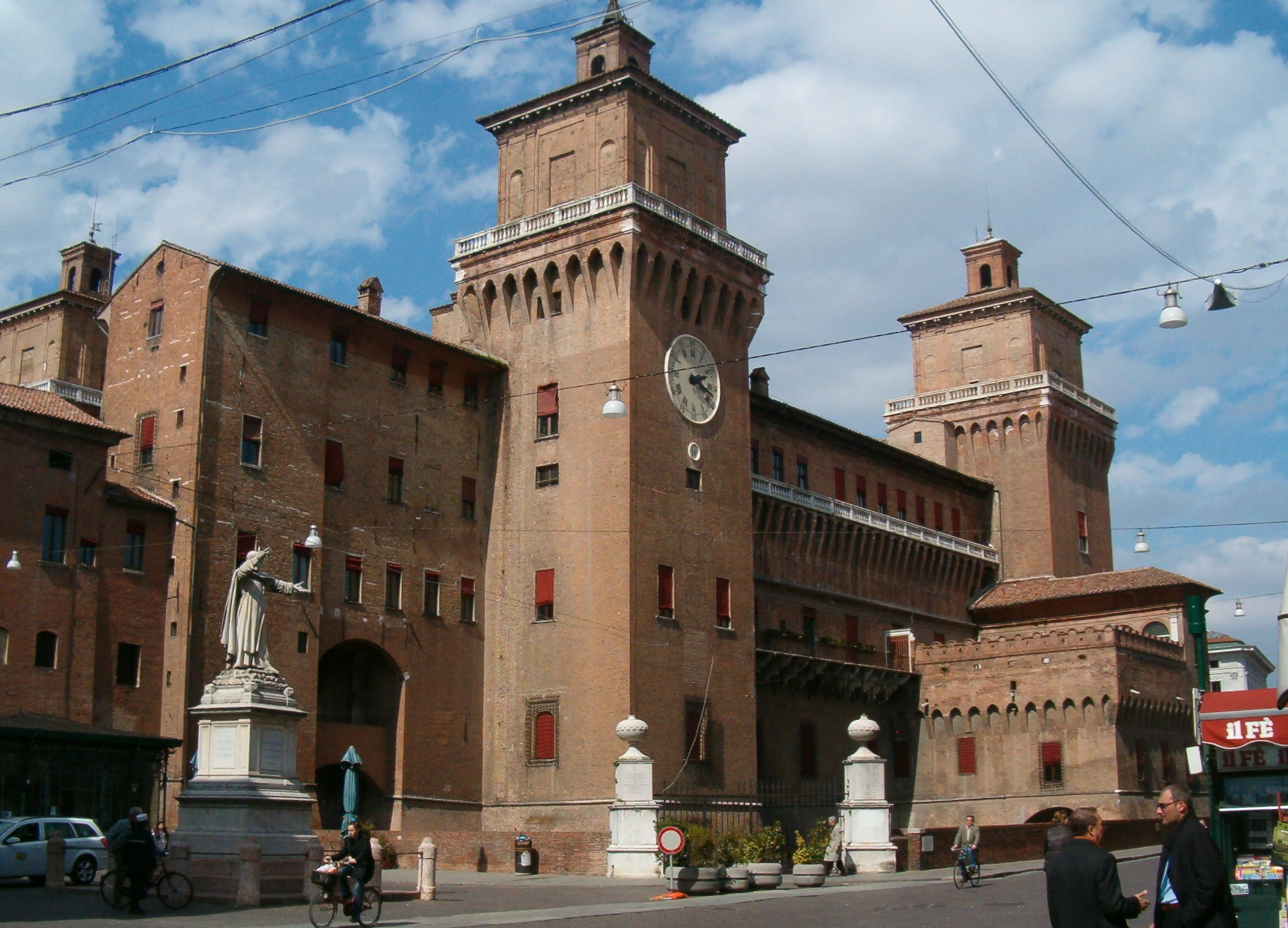
O Castello Estense (castelo dos Este), em Ferrara na atualidade.

Em janeiro de 1582, Margarida organizou um baile em que dançou com onze outras damas, metade das quais vestidas com trajes masculinos. O baile ocorreu por duas vezes (com e sem máscara) com as danças acompanhadas por canticos e interpretações musicais, que passaram a ser conhecidos por balletto delle donne, atuando também em muitos outros eventos, como por exemplo no casamento do compositor Carlo Gesualdo, Príncipe de Venosa, com Leonor d'Este (prima do marido de Margarida) em 1594.
O balletto tornou-se um entretenimento bem organizado e elaborado que, frequentemente, incluía as senhoras travestidas. Afonso II ajudava nos espetáculos mantendo o chão desempedido e outros pequenos favores, embora não se envolvesse. Os programas eram manuscritos e nenhum sobreviveu. Afonso II manteve estes entretenimentos privados de tal forma que era impossível obter um programa, nem mesmo o Cardeal Luís d'Este, irmão mais novo do duque, os recebia. Luzzasco Luzzaschi e Ippolito Fiorini compunham a música e Giovanni Battista Guarini escrevia os textos. Os espetáculos devem ter continuado até 1597 quando o domínio dos Este em Ferrara acabou e a cidade foi integrada nos Estados pontifícios. Entre os poetas apoiados encontrava-se Traquínia Molza e Torquato Tasso, que lhe dedicou os seus trabalhos. A duquesa era também mecenas do teatro local apoiando os atores na corte. 
A grande paixão de Margarida eram os cães que criava em grande número. À medida que amadurecia, participava em ações e caridade, tendo fundado o Orfanato de Santa Margarida, em Ferrara, suportado financeiramente por um novo imposto lançado sobre o comércio do óleo.

### Viuvês
Tal como os seus dois casamentos anteriores, a união de Afonso II com Margarida não teve geração. Aparentemente terá sido uma queda de um cavalo na sua infância que terá provocado a esterilidade do duque. Afonso II tentou com toda a sua força impedir a integração do Ducado de Ferrara, nos Estados Pontifícios, tendo participado propositadamente numa cruzada contra os Otomanos. Mas logo após a sua morte, em 27 de outubro de 1597, o Papa Clemente VIII não reconheceu César d'Este como herdeiro de Afonso. A 28 de janeiro de 1598 o Ducado de Ferrara foi oficialmente incorporado nos estados da Igreja e a corte ducal deslocou-se para Módena. Contudo, a maior parte dos bens móveis do Palácio de Ferrara e dos jardins adjacentes eram mantinham-se propriedade da Casa de Este, passando para Margarida na qualidade de Duquesa viúva.
No seu testamento, o falecido marido de Margarida, deu ordem que lhe fossem pagos de imediato o montante de 200.000 ducados e 4.000 ducados anualmente. A 20 de dezembro de 1597,  duquesa-viúva de deixou Ferrara com destino a Mântua, sendo acompanhada por uma comitiva enviada pelo irmão, que já governava os Ducados de Mântua e de Monferrato.
Na corte do irmão, onde usava o título de "Sereníssima Senhora de Ferrara" (Serenissima Signora di Ferrara), mostrou as suas aptidões políticas sendo nomeada regente de Monferrato, em Junho de 1601, quando o irmão parte para a guerra contra o Império Otomano na Hungria. Durante este período, atuando em nome do irmão, ela iniciou as negociações para o casamento do seu sobrinho, o príncipe herdeiro de Mântua Francisco Gonzaga, com a Princesa Margarida de Saboia, a filha mais velha de Carlos Emanuel I, Duque de Saboia, casamento que se consumou em 1608. Em 1601, Margarida deixou o Monferrato e regressou à cidade de Mântua. De junho a outubro de 1602, foi de novo Regente do Monferrato.

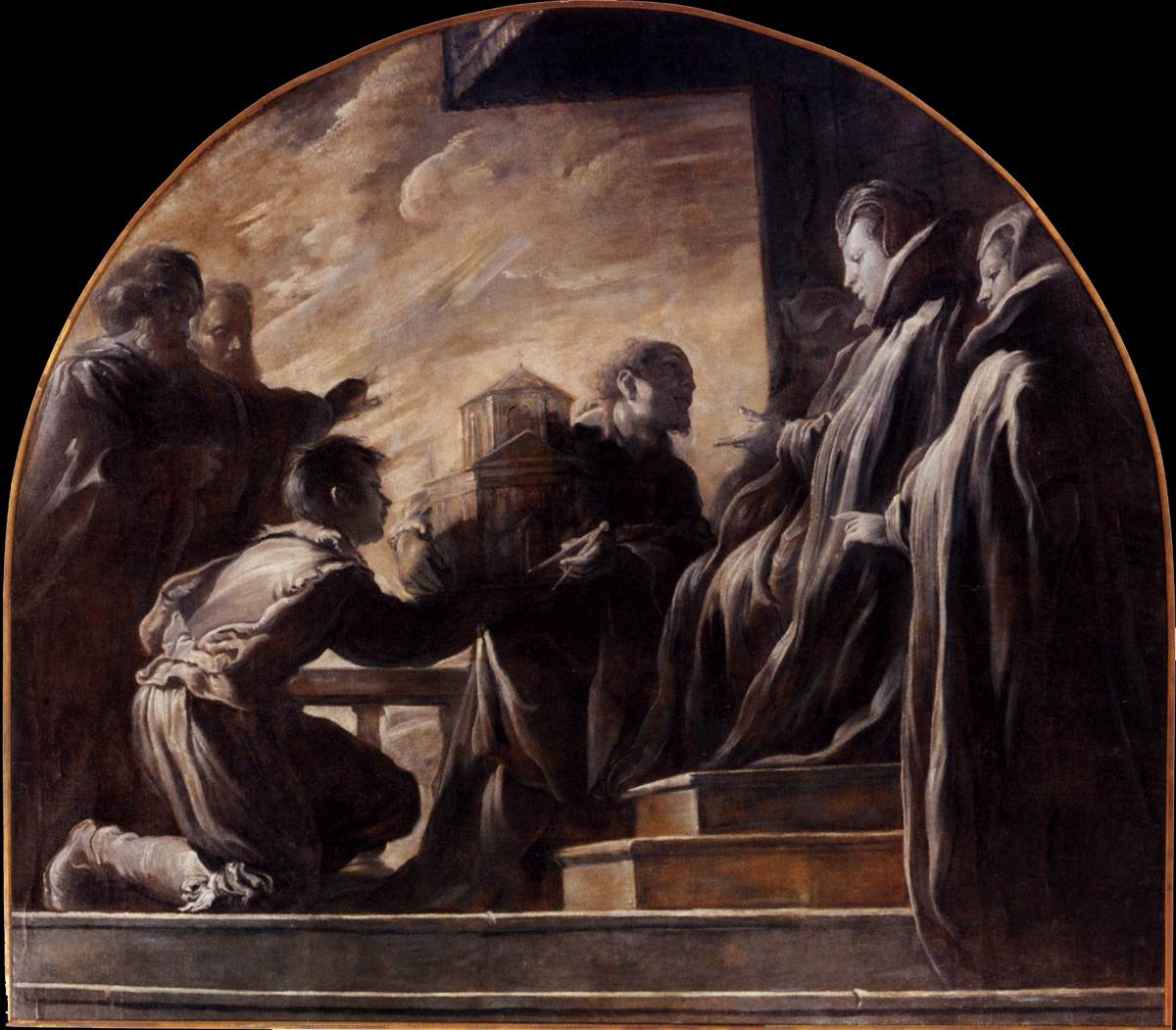
Margarida Gonzaga recebendo a maquete da Igreja de Santa Úrsula, cuja construção fora por si encomendada.

A duquesa-viúva continuou com as obras de caridade em Mântua. Em 1599, fundou um convento para senhoras Franciscanas. Em 1602 ajudou os Teatinos a instalarem-se. Em 1603, Margarida fundou novo convento para cuja manutenção consignou 25.000 ducados, dando instruções para a construção de um maior e mais imponente edifício. O monumento final foi a Igreja de Santa Úrsula de Mântua, cuja construção terminou em 1608, e onde a Duquesa-viúva se instalou, mas sem fazer votos religiosos, funcionando aí a sua corte, paralela à do duque seu irmão. No seu tempo a Igreja de Santa Úrsula tornou-se o local onde as princesas da Casa de Gonzaga e meninas das famílias aristocráticas eram educadas. Protegeu também mulheres artistas,  incluindo Lucrina Fetti. Margarida também colecionou uma grande quantidade de pinturas incluindo trabalhos de Antonio Maria Viani, Ludovico Carracci, Parmigianino, Francesco Francia, Domenico Fetti e muitos outros pintores.
Nos últimos anos de vida, Margarida dedicou mais tempo a orações, continuando a seguir a situação do Ducado de Mântua. A 9 de fevereiro de 1612 o seu irmão, o Duque Vicente I morreu, sendo sucedido pelo seu filho mais velho Francisco IV Gonzaga, que apenas reinou 10 meses, morrendo com varíola a 22 de dezembro de 1612, poucas semanas após a morte do seu filho único, o pequenino Luís (Ludovico) que tinha apenas 17 meses, também morto com varíola. Margarida tornou-se regente dos ducados de Mântua e Monferrato até à chegada do seu outro sobrinho, o Cardeal Fernando Gonzaga, que abandonou a sua carreira eclesiástica para assumir o cargo de Soberano de Mântua e Monferrato. Após a expulsão da viúva de Vicente I, a polémica Margarida de Saboia, o novo duque confiou à sua tia Margarida o cuidado da única filha do falecido Francisco IV, Maria Gonzaga, com apenas 3 anos, legítima herdeira do Ducado de Monferrato.
Margarida Bárbara Gonzaga morreu em Mântua a 8 de janeiro de 1618 com 53 anos de idade tendo sido sepultada na Igreja de Santa Úrsula, fundada por si. Em sua memória, foi publicado um epitáfio com versos de poetas que a conheceram em vida.